# Campionato mondiale militare di scherma 2002
Il Campionato mondiale militare di scherma del 2002 ("2002 World Military Fencing Championships") è stato organizzato dalla Federazione internazionale della scherma e si è svolto a Berna in Svizzera dal 17 al 25 giugno.
Nel fioretto, si sono aggiudicati i titoli di campione e campionessa mondiale militare l'italiano Giuseppe Pierucci, che ha battuto in finale il russo Viatcheslav Pozdniakov, e la russa Svetlana Boiko che ha avuto la meglio sull'olandese Indra Angad-Gaur.
Nella spada il bielorusso Vital' Zacharaŭ ha battuto in finale il tedesco Sven Schmid, ottenendo il titolo mondiale militare maschile, mentre tra le donne la russa Anna Sivkova ha superato la russa Ekaterina Lebedeva-Gorskaja.
Nella sciabola l'italiano Fabio Di Lauro prevale sul russo Viatcheslav Sazonov, mentre la russa Elena Netchaeva ha battuto la tedesca Sandra Mangold.
Nel campionato mondiale militare a squadre maschili, la nazionale russa ha prevalso nella finale del fioretto contro l'Italia, mentre la nazionale russa ha vinto nella spada contro la formazione bielorussa, ed infine la nazionale italiana ha avuto la meglio sulla compagine russa nella sciabola.
Nel campionato mondiale militare a squadre femminili, la nazionale russa ha prevalso nella finale del fioretto contro la Bielorussia, la Bielorussia ha vinto nella spada contro la compagine russa, ed infine la formazione russa ha avuto la meglio sulla nazionale francese nella sciabola.

## Podi

### Uomini
| Specialità  | Oro                                                   | Argento                                    | Bronzo                                       |
| Individuali |                                                       |                                            |                                              |
| Fioretto    | Giuseppe Pierucci                                     | Viatcheslav Pozdniakov                     | Rouslan Nassiboulline                        |
| Spada       | Vital' Zacharaŭ                                       | Sven Schmid                                | Jens-Steffen Pfeiffer                        |
| Sciabola    | Fabio Di Lauro                                        | Viatcheslav Sazonov                        | Giovanni Sirovich                            |
| A squadre   |                                                       |                                            |                                              |
| Fioretto    | Russia Rouslan Nassiboulline Viatcheslav Pozdniakov - | Italia Giuseppe Pierucci Stefano Barrera - | Romania -                                    |
| Spada       | Russia -                                              | Bielorussia Vital' Zacharaŭ -              | Germania Jens-Steffen Pfeiffer Sven Schmid - |
| Sciabola    | Italia Fabio Di Lauro Giovanni Sirovich -             | Russia Viatcheslav Sazonov -               | Belgio -                                     |

### Donne
| Specialità  | Oro                                        | Argento                                           | Bronzo             |
| Individuali |                                            |                                                   |                    |
| Fioretto    | Svetlana Boiko                             | Indra Angad-Gaur                                  | Ekaterina Ioucheva |
| Spada       | Anna Sivkova                               | Ekaterina Lebedeva-Gorskaja                       | Marina Grigorian   |
| Sciabola    | Elena Netchaeva                            | Sandra Mangold                                    | Natalia Makeeva    |
| A squadre   |                                            |                                                   |                    |
| Fioretto    | Russia Svetlana Boiko Ekaterina Ioucheva - | Bielorussia -                                     | Romania -          |
| Spada       | Bielorussia Marina Grigorian -             | Russia Ekaterina Lebedeva-Gorskaja Anna Sivkova - | Ungheria -         |
| Sciabola    | Russia Natalia Makeeva Elena Netchaeva -   | Francia -                                         | Svezia -           |

## Medagliere
| Pos.   | Nazione     | Oro | Argento | Bronzo | Totale |
| ------ | ----------- | --- | ------- | ------ | ------ |
| 1      | Russia      | 7   | 5       | 3      | 15     |
| 2      | Italia      | 3   | 1       | 1      | 5      |
| 3      | Bielorussia | 2   | 2       | 1      | 5      |
| 4      | Germania    | 0   | 2       | 2      | 4      |
| 5      | Francia     | 0   | 1       | 0      | 1      |
| 5      | Paesi Bassi | 0   | 1       | 0      | 1      |
| 7      | Romania     | 0   | 0       | 2      | 2      |
| 8      | Ungheria    | 0   | 0       | 1      | 1      |
| 8      | Belgio      | 0   | 0       | 1      | 1      |
| 8      | Svezia      | 0   | 0       | 1      | 1      |
| Totale | Totale      | 12  | 12      | 12     | 36     |